# Raspolavljanje Mjeseca
Raspolavljanje Mjeseca (arapski انشقاق القمر‎) mitski je događaj spomenut u Kuranu. Razni islamski učenjaci iznijeli su svoja razmišljanja o toj temi. Suvremena znanost nije uspjela dokazati da se takvo nešto ikada zbilo.
Ovaj se događaj u Kuranu spominje na samo jednom mjestu, u retcima 1 i 2 54. sure:
„Bliži se čas i Mjesec se raspolutio! A oni, uvijek kada vide čudo, okreću glave i govore: ‘Čarolija neprestana!’“
Različite su interpretacije onoga što je spomenuto – prema nekima, Mjesec se doista raspolutio; prema drugima, radi se o optičkoj iluziji. Postoji i mišljenje da će se Mjesec tek raspoloviti. 
Prema tradiciji, prorok Muhamed je zamolio Alaha da učini čudo kad su to zatražili pogani Meke. 
Učenjak Shah Waliullah smatrao je da se radi o halucinaciji ili pomrčini Mjeseca.  
Ovaj je navodni događaj inspirirao mnoge indijske pjesnike.